# Gastrochilus flabelliformis
Gastrochilus flabelliformis là một loài thực vật có hoa trong họ Lan. Loài này được (Blatt. & McCann) C.J.Saldanha mô tả khoa học đầu tiên năm 1976.